# Zac McGraw
Zachery Louis „Zac” McGraw (ur. 8 czerwca 1997 w Torrance) – kanadyjski piłkarz pochodzenia amerykańskiego występujący na pozycji środkowego obrońcy, reprezentant Kanady, od 2020 roku zawodnik amerykańskiego Portland Timbers.
Jego matka pochodzi z Kanady, a on sam posiada kanadyjskie obywatelstwo.